# Questo annuello
Questo annuello is een spinnensoort uit de familie Gallieniellidae. De soort komt voor in Victoria.